# Long Key (Monroe County, Florida)
Long Key ist eine Insel der Florida Keys vor der Küste des US-Bundesstaats Florida. Die Insel liegt etwa 18 km südwestlich von Islamorada und ist über den Overseas Highway an das Festland angebunden.

## Geographie
Die Insel gehört zu den mittleren Florida Keys, besteht aus abgestorbenen Korallen und aufgewehtem Sand und liegt maximal drei Meter über dem Meeresspiegel. Ein Großteil der Insel liegt nur wenig über dem Meeresspiegel und wird regelmäßig überflutet, im Inselinneren befinden sich Mangroven und eine Reihe von Lagunen.

## Geschichte
Die Insel wurde auf alten spanischen Karten als Cayo Vivora (deutsch Vipern-Insel) genannt, weil ihre Form an eine Schlange mit geöffneten Kiefern erinnert, und wurde früher deshalb auch Rattlesnake Key genannt. 1864 wurde sie auf einer Karte als Long Island bezeichnet. 1845 fiel die Insel als Militärgelände an das US-Kriegsministerium. Zwischen 1880 und 1885 erwarben Privatleute große Teile der Insel und legten am südwestlichen Ende Kokospalmenplantagen an. 1905 erreichte der Bau der Key West-Verlängerung von Henry Flaglers Florida East Coast Railway die Insel. Zu dieser Zeit setzte sich der Name Long Key durch, weil die zur südwestlich gelegenen Conch Key führende Brücke die bislang längste Brücke der damaligen Eisenbahnstrecke war. Am 17. Oktober 1906 traf ein Hurrikan die Insel. Ein Wohnboot mit über 150 Arbeitern an Bord riss sich aus seiner Verankerung und sank, nur 83 Arbeiter konnten gerettet werden.
Die Eisenbahnstrecke wurde schließlich 1912 fertiggestellt und erschloss die Insel für Touristen. Auf der Insel gründete Flagler bereits 1908 das Long Key Fishing Camp, ein luxuriöses Angel-Resort für Hochseefischer. Der Schriftsteller Zane Grey machte das Resort bekannt, so dass prominente Gäste wie Herbert Hoover, Franklin Roosevelt, Andrew W. Mellon, William Hearst und Charles Kettering folgten. Das Resort verfügte sogar über eine eigene Schmalspurbahn für seine Gäste, bis es durch den Labor-Day-Hurrikan 1935 zerstört wurde.
Mary und Del Layton, ein Lebensmittelhändlerehepaar aus Miami, erwarben nach dem Zweiten Weltkrieg über 16 ha Grundbesitz auf der Insel und errichtete dort ein Anglercamp. Nach und nach erweiterten sie die Anlage, die Layton's Long Key Fishing Camp genannt wurde, um Wohnhütten und ein Restaurant, bis die Anlage am 18. September 1963 in der neuen Stadt Layton aufging. 
Am 1. Oktober 1969 wurde der Long Key State Park gegründet, der heute den Großteil der Insel einnimmt und über einen populären Campingplatz verfügt.